# 王后谷
25°43′39″N 32°35′35″E / 25.72750°N 32.59306°E
王后谷（阿拉伯语： Bibân el-Harîm；英语：Valley of the Queens）是古埃及法老的妻子死後所安葬的地方，主要盛行於古埃及第十八、十九和二十王朝（公元前1550年至前1070年）。其中也有很多是王子、公主和貴族的陵墓。
王后谷位在較知名的帝王谷附近，也就是底比斯的尼羅河西岸。王后谷在古埃及时代被称为“Ta-set-neferu”。這個陵墓群之所以選在首都西邊的貧瘠丘陵，原因可能是因為在埃及第十八王朝時期盜墓者漸增，且都是鎖定金字塔，因此改葬在岩石切陵。
王后谷經考古團隊人員調查出約有將近100多個墓（包含無法分類的陵墓），有幾個墓穴的裝飾十分豪華時髦，非常有貴族的作風。
王后谷在1979年與底比斯和帝王谷一同成為世界文化遺產的一員。

## 已知陵墓列表
| 名稱      | 埋葬人物                                               | 年代               |
| --------- | ------------------------------------------------------ | ------------------ |
| QV1-QV7   | ?                                                      | 第十八王朝         |
| QV8       | 荷里王子和一位不知名的公主                             | 第十八王朝         |
| QV9-QV16  | ?                                                      | 第十八王朝         |
| QV17      | 梅麗翠公主                                             | 第十八王朝         |
| QV18-QV23 | ?                                                      | 第十八王朝         |
| QV24      | ?                                                      | 第二十王朝         |
| QV25-QV29 | ?                                                      | 第十八王朝         |
| QV30      | 奈翡麗 皇后                                            | 第十八王朝         |
| QV31      | 皇后（無名氏）                                         | 第十九王朝         |
| QV32      | ?                                                      | 第十九王朝         |
| QV33      | 泰德米 皇后的女兒                                      | 第十八或第十九王朝 |
| QV34      | 皇后（無名氏）                                         | 第十九王朝         |
| QV35      | ?                                                      | 第十八王朝         |
| QV36      | 公主（無名氏）                                         | 第十九王朝         |
| QV37      | ?                                                      | 第十八王朝         |
| QV38      | 西特拉，拉美西斯一世的妻子                             | 第十九王朝         |
| QV39      | ?                                                      | 第十八王朝         |
| QV40      | 皇后（無名氏）                                         | 第十九王朝         |
| QV41      | 未完成的墓                                             | 第二十王朝         |
| QV42      | 巴拉荷威尼美夫,拉美西斯三世的一位兒子,后为拉美西斯八世 | 第二十王朝         |
| QV43      | ?                                                      | 第二十王朝         |
| QV44      | 卡伊姆娃斯特,拉美西斯三世的一位兒子                    | 第二十王朝         |
| QV45      | 未完成的墓                                             | 第二十王朝         |
| QV46      | 伊姆霍特普                                             | 第十八王朝         |
| QV47      | 雅赫摩斯,陶二世与西特哲胡提的女儿                      | 第十七或第十八王朝 |
| QV48      | ?                                                      | 第十八王朝         |
| QV49      | ?                                                      | 第十九王朝         |
| QV50      | ?                                                      | 第二十王朝         |
| QV51      | 伊西斯，拉美西斯三世的妻子                             | 第二十王朝         |
| QV52      | 泰蒂,拉美西斯三世的皇后                                | 第二十王朝         |
| QV53      | 拉美西斯,拉美西斯三世的一位兒子                        | 第二十王朝         |
| QV54      | 未完成的墓                                             | 第二十王朝         |
| QV55      | 阿蒙-荷-柯普塞夫,拉美西斯三世的一位兒子                | 第二十王朝         |
| QV56-QV57 | 未完成的墓                                             | 第十九王朝         |
| QV58-QV59 | ?                                                      | 第十九王朝         |
| QV60      | 妮贝塔威,拉美西斯二世的一位女兒兼皇后                  | 第十九王朝         |
| QV61-QV65 | ?                                                      | 第十八或第十九王朝 |
| QV66      | 妮菲塔莉, 拉美西斯二世之妻                             | 第十九王朝         |
| QV67      | ?                                                      | 第十八王朝         |
| QV68      | 美丽塔蒙,拉美西斯二世的女儿兼皇后                      | 第十九王朝         |
| QV69      | ?                                                      | 第十八王朝         |
| QV70      | 奈西斯 皇后                                            | 第十八王朝         |
| QV71      | 宾塔奈特,拉美西斯二世的女儿兼皇后                      | 第十九王朝         |
| QV72      | ?                                                      | 第十八王朝         |
| QV73      | ?                                                      | 第十九王朝         |
| QV74      | ?                                                      | 第二十王朝         |
| QV75      | 荷努特美拉,拉美西斯二世的女儿兼皇后                    | 第十九王朝         |
| QV76      | 未完成的墓                                             | 第十八王朝         |
| QV77-QV79 | ?                                                      | 第十八王朝         |
| QV80      | 图雅                                                   | 第十九王朝         |
| QV81      | 一位王子（無名氏）                                     | 第十八王朝         |
| QV82      | ?                                                      | 第十八王朝         |
| QV83-QV87 | ?                                                      | 第十八到第二十王朝 |
| QV88      | 雅赫摩斯一世                                           | 第十八王朝         |
| QV89-QV95 | ?                                                      | 第十八王朝         |

## 無法分類的陵墓
在王后谷裡，雖然有大多數的陵墓都已經有作標記，但是仍然有一些是殘破或模糊不清的陵墓，以下是無法分類的陵墓：
- 夸莉亞，疑為第十八王朝的某位王后，她的陵墓已經毀損，無法識別。
- 一位無名氏公主，陵墓已經毀損，難以識別。

## 更多圖片

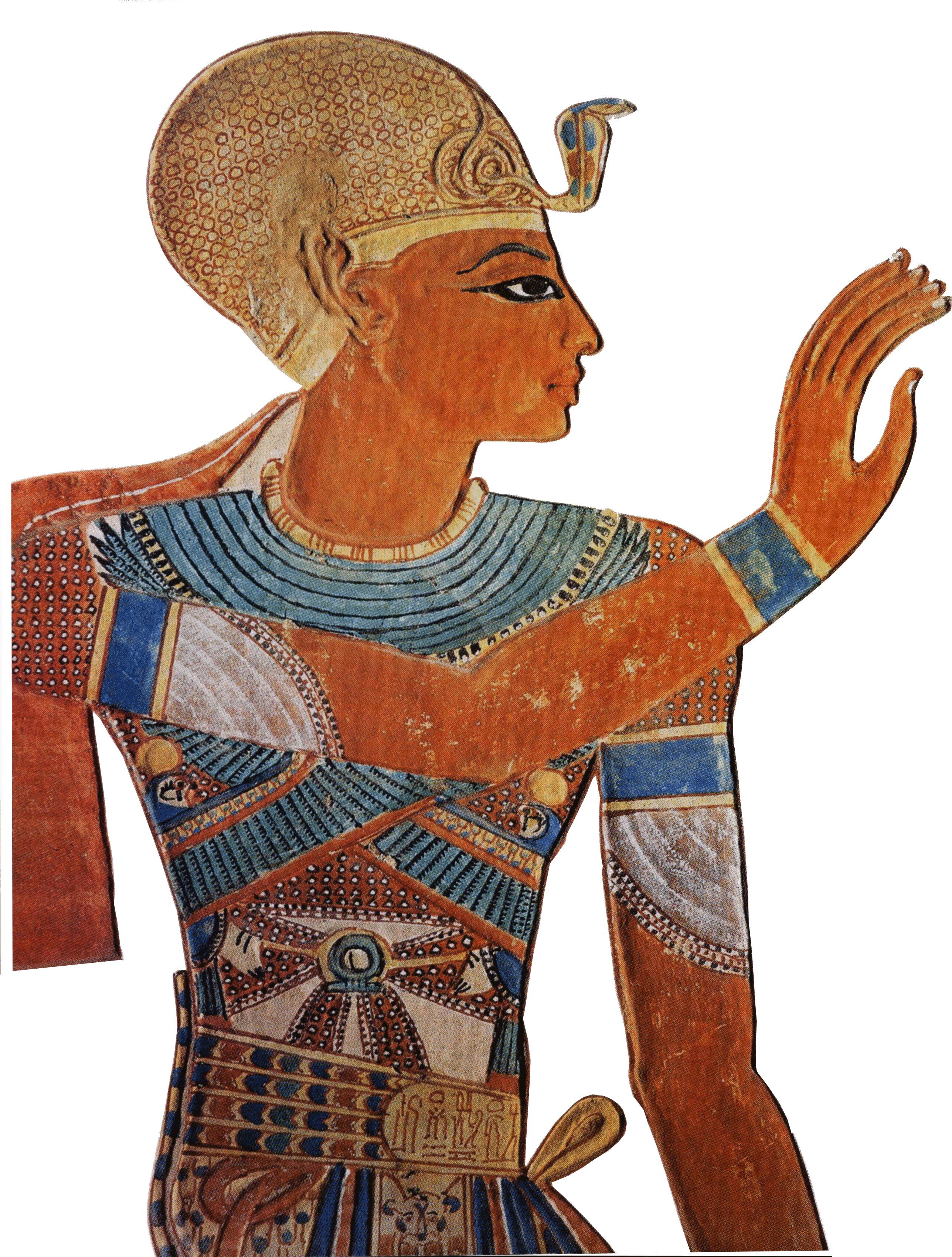
王后谷內的壁畫（一）
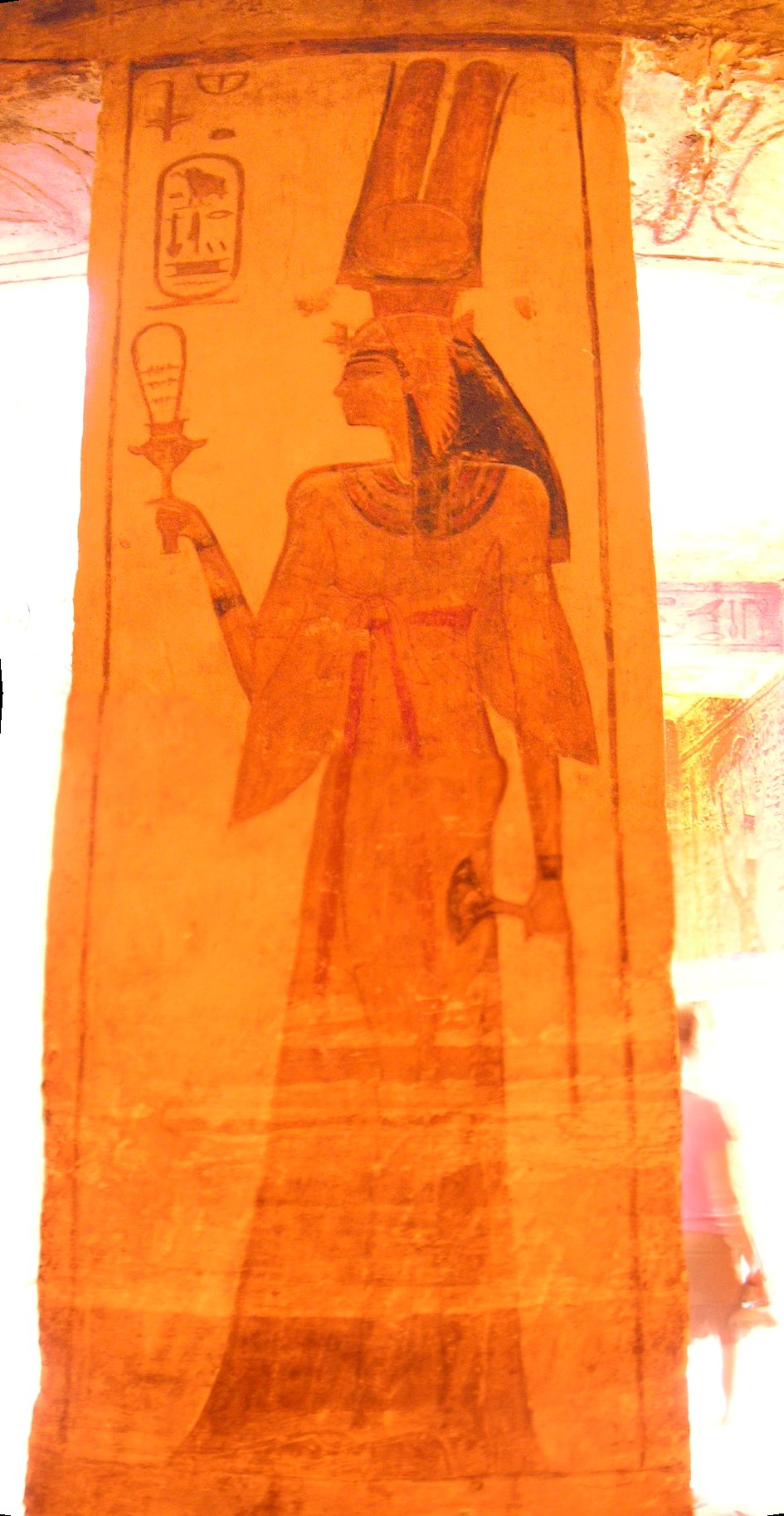
王后谷內的壁畫（二）
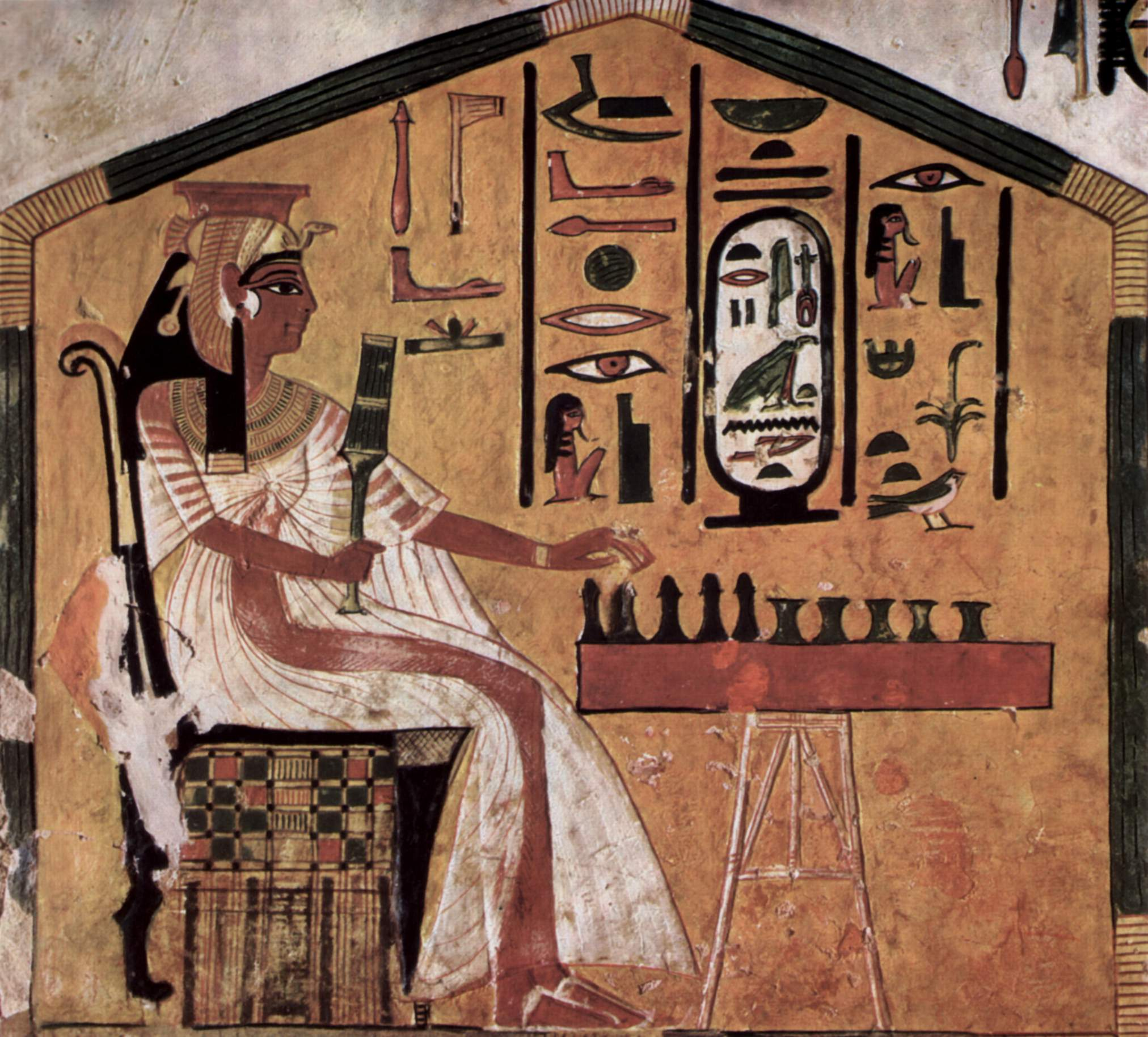
著名的QV66墓穴中之璧畫（妮菲塔莉之墓〕